# Мануель Гарсіа-Рульфо
Мануель Гарсіа-Рульфо (Manuel Garcia-Rulfo; нар. 25 лютого 1981) — мексиканський актор. Найвідоміший за ролями у таких фільмах, як «Торт» і «Благослови мене, Ультима», а також у телесеріалі «Від заходу до світанку» . Він знявся як один із головних персонажів у фільмі 2016 року «Чудова сімка» .

## Раннє життя
Гарсія-Рульфо народився в Гвадалахарі, штат Халіско, Мексика. Виріс на ранчо в Халіско, де навчився їздити верхи на конях. Одного разу їздив до Вермонта вивчати англійську мову. Він навчався в Університет дель Валле де Атемахак, де вивчав комунікацію, перш ніж зрозумів свою пристрасть до кіномистецтва. Навчався в Нью-Йоркській кіноакадемії, але вирішив повернутися до Мексики, щоб продовжити акторську кар'єру.

## Кар'єра
Його першим американським фільмом став «Благослови мене, Ультима», де знявся у ролі дядька Педро. У 2016 році він зіграв Васкеса, одного із головних героїв, у ремейку «Чудова сімка». У 2017 році він знявся в екранізації Кеннета Брана Вбивство у «Східному експресі», зігравши Бініаміно Маркеса, персонажа, який присутній у романі як Антоніо Фоскареллі і був адаптований спеціально для нього.

## Фільмографія
| Рік       |    | Українська назва                   | Оригінальна назва                  | Роль                          |
| --------- | -- | ---------------------------------- | ---------------------------------- | ----------------------------- |
| 2006      | кф |                                    | Valle de lágrimas                  | Хосе                          |
| 2007      | ф  |                                    | Maquillaje                         | Маріо                         |
| 2009      | ф  | Один в дорозі                      | Le Dernier pour la route           | Крістіан                      |
| 2010      | ф  |                                    | 180º                               | Сальвадор                     |
| 2011      | кф |                                    | Poor Soul                          | Алан                          |
| 2011      | с  |                                    | El encanto del águila              | падре Про                     |
| 2012      | с  |                                    | Ralph Inc.                         | Баріо Мехіко                  |
| 2013      | ф  | Благослови мене, Ультима           | Bless Me, Ultima                   | дядько Педро                  |
| 2013      | с  | Контакт                            | Touch                              | отець Естебан                 |
| 2013      | с  |                                    | Alguien Más                        | Габріель                      |
| 2014      | ф  | Торт                               | Cake                               | Артуро                        |
| 2014—2015 | с  | Від заходу до світанку             | From Dusk Till Dawn: The Series    | Нарцісо Менендес (9 епізодів) |
| 2015      | кф |                                    | Missed Trains                      | Гім                           |
| 2016      | ф  | Термін життя                       | Term Life                          | Педро                         |
| 2016      | ф  | Чудова сімка                       | The Magnificent Seven              | Васкес                        |
| 2016      | ф  |                                    | La vida inmoral de la pareja ideal | Луціо                         |
| 2016      | ф  |                                    | Mexiwood                           | Аксель Гарсіа                 |
| 2016      | с  |                                    | L.A. Series                        | Джуніор                       |
| 2017      | ф  | Вбивство у «Східному експресі»     | Murder on the Orient Express       | Бініаміно Маркес              |
| 2018      | ф  | Сікаріо 2                          | Sicario: Day of the Soldado        | Галло                         |
| 2018      | ф  | Вдови                              | Widows                             | Карлос Переллі                |
| 2018      | с  | Голіаф                             | Goliath                            | Габріель Ортега (6 епізодів)  |
| 2019      | ф  | Прокляття «Мері»                   | Mary                               | Майк Ніл                      |
| 2019      | ф  | Шестеро поза законом               | Six Underground                    | Хав'єр/Третій                 |
| 2020      | ф  | Грейхаунд                          | Greyhound                          | Лопес                         |
| 2021      | ф  | Мила дівчина                       | Sweet Girl                         | Амо Сантес                    |
| 2022—2024 | с  | Лінкольн для адвоката              | The Lincoln Lawyer                 | Міккі Холлер (30 епізодів)    |
| 2022      | ф  | Чоловік на ім'я Отто               | A Man Called Otto                  | Томмі                         |
| 2024      | ф  | Педро Парамо                       | Pedro Páramo                       | Педро Парамо                  |
| 2025      | ф  | Світ Юрського періоду: Відродження | Jurassic World Rebirth             | Рубен Дельгадо                |